# لشکر صد و بیست و ششم پیاده‌نظام (ورماخت)
لشکر صد و بیست و ششم پیاده‌نظام (آلمانی: 126. Infanterie-Division) یکی از لشکرهای پیاده‌نظام ورماخت در جنگ جهانی دوم بود. این لشکر روز ۱۸ اکتبر ۱۹۴۰ در زنلاگر تشکیل شد.
این لشکر از عناصر لشکر ۱۱ پیاده‌نظام، لشکر ۲۵۳ پیاده‌نظام و عناصر غیر موتوریزه لشکر ۱۶ پیاده‌نظام موتوریزه تشکیل شد. قبل از پایان جنگ در کورلند در دمیانسک، استارایا روسا و لنینگراد جنگید.

## فرماندهان
- ژنرال پاول لاکس (۵ اکتبر ۱۹۴۰–۱۰ اکتبر ۱۹۴۲)
- ژنرال هری هاپ (۱۰ اکتبر ۱۹۴۲–۳۱ آوریل ۱۹۴۳)
- ژنرال فریدریش هافمن (۳۱ آوریل ۱۹۴۳–۸ ژوئیه ۱۹۴۳)
- ژنرال هری هاپ (۸ ژوئیه ۱۹۴۳–۷ نوامبر ۱۹۴۳)
- ژنرال لتوننت گوتارد فیشر (۷ نوامبر ۱۹۴۳–۵ ژانویه ۱۹۴۵)
- ژنرال کورت هالینگ (۵ ژانویه ۱۹۴۵–۸ مه ۱۹۴۵)

## تشکیلات

### ۱۹۴۰
- هنگ ۴۲۲ پیاده‌نظام
- هنگ ۴۲۴ پیاده‌نظام
- هنگ ۴۲۶ پیاده‌نظام
- هنگ ۱۲۶ توپخانه
- یگان‌های ۱۲۶ لشکر

### ۱۹۴۳
- هنگ ۴۲۲ گرندیر
- هنگ ۴۲۴ گرندیر
- هنگ ۴۲۶ گرندیر
- گردان ۱۲۶ فوسیلیر لشکر
- هنگ ۱۲۶ توپخانه
- یگان‌های ۱۲۶ لشکر